# Хамболт (Илиноис)
Хамболт (енгл. Humboldt) град је у америчкој савезној држави Илиноис.

## Демографија
По попису из 2010. године број становника је 437, што је 44 (-9,1%) становника мање него 2000. године.
| Група             | 2000.       | 2010.       |
| Белци             | 461 (95,8%) | 394 (90,2%) |
| Афроамериканци    | 0 (0,0%)    | 9 (2,1%)    |
| Азијати           | 0 (0,0%)    | 0 (0,0%)    |
| Хиспаноамериканци | 19 (4,0%)   | 32 (7,3%)   |
| Укупно            | 481         | 437         |